# Edmonton Skyhawks
Los Edmonton Skyhawks fueron un equipo de baloncesto canadiense con sede en Edmonton, Alberta, que compitieron una temporada en la World Basketball League, y otras dos en la NBL. Disputaban sus partidos como local en el Northlands Coliseum, pabellón con capacidad para 16.839 espectadores. Comenzaron su andadura en Hamilton (Ontario) con la denominación de Hamilton Skyhawks, pero antes del comienzo de los playoffs de la primera temporada de la NBL se trasladaron a Edmonton.

## Historia
Los Skyhawks comenzaron su andadura en la ciudad de Hamilton (Ontario), en la WBL, en la temporada en la que quebraría la liga, logrando 17 victorias y 17 derrotas en el momento de la desaparición de la competición. Al año siguiente se unieron a la liga menor canadiense NBL junto con los Halifax Windjammers y los Winnipeg Thunder. En su primera temporada acabaron cuartos en la fase regular, con 24 victorias y 22 derrotas, clasificándose para semifinales de los playoffs en los que cayeron ante Cape Breton Breakers. En 1994 ocupaban la penúltima posición de la clasificación, con 10 victorias y 14 derrotas, cuando la liga también quebró antes del final de la competición.

## Temporadas
| Temporada | Liga | Denominación               | G  | P  | %    | Puesto | Play-off    |
| --------- | ---- | -------------------------- | -- | -- | ---- | ------ | ----------- |
| 1992      | WBL  | Hamilton Skyhawks          | 17 | 17 | 50,0 | 5º     | -           |
| 1993      | NBL  | Hamilton/Edmonton Skyhawks | 24 | 22 | 52,2 | 4º     | Semifinales |
| 1994      | NBL  | Edmonton Skyhawks          | 10 | 14 | 41,7 | 5º     | -           |

## Jugadores destacados
- James Blackwell